# 罗奈 (安德尔省)
罗奈（法語：Rosnay，法語發音：[ʁonɛ]）是法国安德尔省的一个市镇，位于该省西部偏南，属于勒布朗区。

## 地理
罗奈（46°42'4"N, 1°12'52"E）面积59.03 平方千米，位于法国中央-卢瓦尔河谷大区安德尔省，该省份为法国中部省份，北起卢瓦-谢尔省，西北接安德尔-卢瓦尔省，西南接维埃纳省，南至克勒兹省和上维埃纳省，东临谢尔省。
与罗奈接壤的市镇（或旧市镇、城区）包括：勒布朗、锡龙、杜阿迪克、兰热、米涅、吕费克、布雷讷地区圣米歇尔。

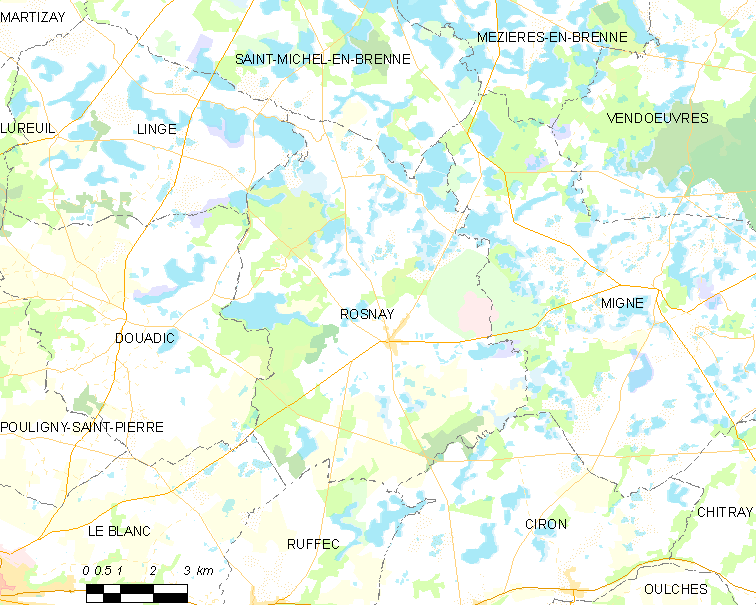
的OSM定位图

罗奈的时区为UTC+01:00、UTC+02:00（夏令时）。

## 行政
罗奈的邮政编码为36300，INSEE市镇编码为36173。

## 政治
罗奈所属的省级选区为勒布朗县。

## 人口

1962-2008年间人口变化图示

罗奈于2022年1月1日时的人口数量为522人。